# Abdikacija
Abdikacija (lat. ab- + dicere – ‘reći’, ‘kazati’) označava odricanje (od prijestolja), odstup, zahvalu, ostavku.
Kroz povijest su postojale različito motivirane abdikacije. U Osmanskom Carstvu u kojem prenošenje vlasti nasljedstvom nikad nije bilo formalno propisano, bio je to uobičajeni postupak sultana koji su abdicirali u korist svojih sinova te im tako jamčili ostanak na vlasti.
U Europi vladari su abdicirali iz vjerskih, političkih ili osobnih razloga. Vjerska motivacija abdikacije bila je uobičajena u doba širenja protestantizma, politička motivacija posebice u revolucionarnim godinama 1848./1849. Osobni razlozi najčešće su uključivali ustavom ili običajima nedozvoljene brakove.

## Poznate abdikacije
- Turski sultan Murat II. dvaput je abdicirao u korist svoga sina Mehmeda II., 1444. i 1451.
- Turskog sultana Bajazida II. 1512. na abdikaciju prisiljava njegov trećerođeni sin Selim I.
- Škotsku kraljicu Mariju Stuart protestanti prisiljavaju na abdikaciju 1567. u korist maloljetnog sina Jakova VI.
- Turski sultan Mustafa II. abdicira 1703. godine u korist brata Ahmeda III.
- Rimsko-njemački car Franjo II. 6. kolovoza 1806. godine abdicira i ukida Sveto Rimsko Carstvo kako njegova titula ne bi pripala Napoleonu.
- Napoleon I. Bonaparte abdicira 1813. i odlazi u progonstvo na otok Elbu, a nakon druge abdikacije 1815. zatvoren je na otoku Svetoj Heleni.
- Luj XIX., kralj Francuske abdicirao je 1844., samo dvadeset minuta nakon što je postao kraljem.
- Ferdinand I., car Austrije potpisuje abdikaciju 1848., a tim činom počinje dugogodišnja vladavina Franje Josipa I.
- Nikola II., ruski car abdicirao je 1917. u vrijeme revolucionarnih zbivanja u Rusiji.
- Britanski kralj Eduard VIII. abdicirao je 10. prosinca 1936. da bi se mogao oženiti s Wallis Simpson.
- Posljednji kineski car Pu Yi abdicirao je 1912., a Republika Kina mu je dozvolila da zadrži carsku titulu u protokolima za strane vladare ali je 1924. dozvola poništena i on je protjeran iz Zabranjenog grada.
- Petar II. Karađorđević, jugoslavenski kralj, abdicirao je 1945. godine i omogućio stvaranje nove Vlade na čelu s Josipom Brozom.